# Lijst van voetbalinterlands Indonesië - Jemen
Deze lijst van voetbalinterlands is een overzicht van alle voetbalwedstrijden tussen de nationale teams van Indonesië en Jemen. De landen speelden tot op heden zes keer tegen elkaar. De eerste ontmoeting, een kwalificatiewedstrijd voor het Wereldkampioenschap voetbal 1998, werd gespeeld in Jakarta op 13 april 1997. De laatste confrontatie, een vriendschappelijke wedstrijd, was op 9 september 2014 in Sleman.

## Wedstrijden
| № | Plaats  | Datum            | Competitie                 | Wedstrijd         | Uitslag |
| - | ------- | ---------------- | -------------------------- | ----------------- | ------- |
| 1 | Jakarta | 13 april 1997    | WK 1998 kwalificatie       | Indonesië − Jemen | 0 − 0   |
| 2 | Sanaa   | 13 juni 1997     | WK 1998 kwalificatie       | Jemen − Indonesië | 1 − 1   |
| 3 | Djedda  | 8 oktober 2003   | Azië Cup 2004 kwalificatie | Jemen − Indonesië | 0 − 3   |
| 4 | Djedda  | 15 oktober 2003  | Azië Cup 2004 kwalificatie | Indonesië − Jemen | 2 − 2   |
| 5 | Bandung | 25 april 2008    | Vriendschappelijk          | Indonesië − Jemen | 1 − 0   |
| 6 | Sleman  | 9 september 2014 | Vriendschappelijk          | Indonesië − Jemen | 0 − 0   |

## Samenvatting
| Competitie            | Totaal gespeeld | Winst Indonesië | Gelijk | Winst Jemen | Doelsaldo Indonesië – Jemen |
| --------------------- | --------------- | --------------- | ------ | ----------- | --------------------------- |
| WK-kwalificatie       | 2               | 0               | 2      | 0           | 1 − 1                       |
| Azië Cup-kwalificatie | 2               | 1               | 1      | 0           | 5 − 2                       |
| Vriendschappelijk     | 2               | 1               | 1      | 0           | 1 − 0                       |
| Totaal                | 6               | 2               | 4      | 0           | 7 − 3                       |

PSSI · 
Indonesisch vrouwenelftal
WK 1938
OS 1956
Afghanistan ·
Andorra ·
Argentinië ·
Australië ·
Bahrein ·
Bangladesh ·
Bhutan ·
Bosnië en Herzegovina ·
Brunei ·
Bulgarije ·
Burundi ·
Cambodja ·
Canada ·
China ·
Cuba ·
Curaçao ·
DDR ·
Denemarken ·
Dominicaanse Republiek ·
Egypte ·
Estland ·
Fiji ·
Filipijnen ·
Ghana ·
Guinee ·
Guyana ·
Hongarije ·
Hongkong ·
India ·
Irak ·
Iran ·
Jamaica ·
Japan ·
Jemen ·
Joegoslavië ·
Jordanië ·
Kameroen ·
Kenia ·
Kirgizië ·
Koeweit ·
Kroatië ·
Laos ·
Liberia ·
Libië ·
Liechtenstein ·
Litouwen ·
Malediven ·
Maleisië ·
Malta ·
Marokko ·
Mauritius ·
Moldavië ·
Myanmar ·
Nederland ·
Nepal ·
Nieuw-Zeeland ·
Nigeria ·
Noord-Korea ·
Oezbekistan ·
Oman ·
Oost-Timor ·
Pakistan ·
Palestina ·
Papoea-Nieuw-Guinea ·
Paraguay ·
Puerto Rico ·
Qatar ·
Saoedi-Arabië ·
Senegal ·
Singapore ·
Sri Lanka ·
Syrië ·
Taiwan ·
Tanzania ·
Thailand ·
Turkmenistan ·
Uruguay ·
Vanuatu ·
Verenigde Arabische Emiraten ·
Vietnam ·
Zimbabwe ·
Zuid-Jemen ·
Zuid-Korea ·
Zuid-Vietnam
YFA · A-internationals
1984 – 1989 · 
1990 – 1999 · 
2000 – 2009 · 
2010 – 2019 ·
2020 − 2029
Bahrein ·
Bangladesh ·
Bhutan ·
Brunei ·
Cambodja ·
China ·
Comoren ·
Djibouti ·
Egypte ·
Eritrea ·
Ethiopië ·
Filipijnen ·
Finland ·
Hongkong ·
India ·
Indonesië ·
Irak ·
Iran ·
Japan ·
Jordanië ·
Kenia ·
Kirgizië ·
Koeweit ·
Libanon ·
Libië ·
Malawi ·
Malediven ·
Maleisië ·
Marokko ·
Mauritanië ·
Mongolië ·
Nepal ·
Noord-Korea ·
Oeganda ·
Oezbekistan ·
Oman ·
Pakistan ·
Palestina ·
Qatar ·
Saoedi-Arabië ·
Singapore ·
Soedan ·
Sri Lanka ·
Syrië ·
Tadzjikistan ·
Tanzania ·
Thailand ·
Tsjaad ·
Turkmenistan ·
Verenigde Arabische Emiraten ·
Vietnam ·
Zambia ·
Zuid-Korea